# Giro di Germania 2022
Il Giro di Germania 2022, trentaseiesima edizione della corsa e valevole come ventottesima prova dell'UCI ProSeries 2022 categoria 2.Pro, si svolse in quattro tappe, precedute da un prologo, dal 24 al 28 agosto 2022 su un percorso di 710,7 km, con partenza da Weimar e arrivo a Stoccarda, in Germania. La vittoria fu appannaggio del britannico Adam Yates, il quale completò il percorso in 16h54'56", alla media di 41,992 km/h, precedendo lo spagnolo Pello Bilbao ed il portoghese Ruben Guerreiro.

## Tappe
| Tappa   | Data      | Percorso                            | km    | Vincitore di tappa | Leader cl. generale |
| ------- | --------- | ----------------------------------- | ----- | ------------------ | ------------------- |
| Prologo | 24 agosto | Weimar > Weimar (cron. individuale) | 2,7   | Filippo Ganna      | Filippo Ganna       |
| 1ª      | 25 agosto | Weimar > Meiningen                  | 170   | Caleb Ewan         | Filippo Ganna       |
| 2ª      | 26 agosto | Meiningen > Marburg                 | 199   | Alexander Kristoff | Alberto Bettiol     |
| 3ª      | 27 agosto | Friburgo > Schauinsland             | 150   | Adam Yates         | Adam Yates          |
| 4ª      | 28 agosto | Schiltach > Stoccarda               | 188   | Pello Bilbao       | Adam Yates          |
| Totale  | Totale    | Totale                              | 710,7 |                    |                     |

## Squadre e corridori partecipanti
| N.    | Cod. | Squadra                     |
| ----- | ---- | --------------------------- |
| 1-6   | BOH  | Bora-Hansgrohe              |
| 11-16 | IWG  | Intermarché-Wanty-Gobert    |
| 21-26 | QST  | Quick-Step Alpha Vinyl Team |
| 31-36 | IGD  | Ineos Grenadiers            |
| 41-46 | DSM  | Team DSM                    |
| 51-56 | IPT  | Israel-Premier Tech         |
| 61-65 | TBV  | Bahrain Victorious          |
| 71-76 | LTS  | Lotto Soudal                |
| 81-86 | ADC  | Alpecin-Deceuninck          |
| 91-96 | UAD  | UAE Team Emirates           |

| N.      | Cod. | Squadra                    |
| ------- | ---- | -------------------------- |
| 101-106 | DEU  | Germania                   |
| 111-116 | ACT  | AG2R Citroën Team          |
| 121-126 | TFS  | Trek-Segafredo             |
| 131-136 | EFE  | EF Education-EasyPost      |
| 141-146 | BBK  | B&B Hotels-KTM             |
| 151-156 | MOV  | Movistar Team              |
| 161-166 | TJV  | Jumbo-Visma                |
| 171-176 | TDA  | Team Dauner-Akkon          |
| 181-186 | LKH  | Team Lotto-Kern Haus       |
| 191-196 | SVL  | Saris Rouvy Sauerland Team |

## Dettagli delle tappe

### Prologo
- 24 agosto: Weimar > Weimar - Cronometro individuale – 2,7 km

Risultati
| Pos. | Corridore     | Squadra | Tempo |
| ---- | ------------- | ------- | ----- |
| 1    | Filippo Ganna | Ineos   | 2'56" |
| 2    | Bauke Mollema | Trek    | a 2"  |
| 3    | Nils Politt   | Bora    | a 3"  |

| Pos. | Corridore     | Squadra | Tempo |
| ---- | ------------- | ------- | ----- |
| 1    | Filippo Ganna | Ineos   | 2'56" |
| 2    | Bauke Mollema | Trek    | a 2"  |
| 3    | Nils Politt   | Bora    | a 3"  |

### 1ª tappa
- 25 agosto: Weimar > Meiningen – 170 km

Risultati
| Pos. | Corridore      | Squadra  | Tempo    |
| ---- | -------------- | -------- | -------- |
| 1    | Caleb Ewan     | Lotto    | 4h01'54" |
| 2    | Jonathan Milan | Bahrain  | s.t.     |
| 3    | Max Kanter     | Movistar | s.t.     |

| Pos. | Corridore      | Squadra | Tempo    |
| ---- | -------------- | ------- | -------- |
| 1    | Filippo Ganna  | Ineos   | 4h04'50" |
| 2    | Bauke Mollema  | Trek    | a 2"     |
| 3    | Jonathan Milan | Bahrain | a 3"     |

### 2ª tappa
- 26 agosto: Meiningen > Marburg – 199 km

Risultati
| Pos. | Corridore          | Squadra     | Tempo    |
| ---- | ------------------ | ----------- | -------- |
| 1    | Alexander Kristoff | Intermarché | 4h57'37" |
| 2    | Florian Sénéchal   | Quick-Step  | s.t.     |
| 3    | Alberto Bettiol    | EF          | s.t.     |

| Pos. | Corridore          | Squadra     | Tempo    |
| ---- | ------------------ | ----------- | -------- |
| 1    | Alberto Bettiol    | EF          | 9h02'27" |
| 2    | Alexander Kristoff | Intermarché | s.t.     |
| 3    | Filippo Ganna      | Ineos       | s.t.     |

### 3ª tappa
- 27 agosto: Friburgo > Schauinsland – 150 km

Risultati
| Pos. | Corridore         | Squadra    | Tempo    |
| ---- | ----------------- | ---------- | -------- |
| 1    | Adam Yates        | Ineos      | 3h41'19" |
| 2    | Pello Bilbao      | Bahrain    | a 19"    |
| 3    | Mauri Vansevenant | Quick-Step | a 28"    |

| Pos. | Corridore         | Squadra    | Tempo     |
| ---- | ----------------- | ---------- | --------- |
| 1    | Adam Yates        | Ineos      | 12h43'39" |
| 2    | Pello Bilbao      | Bahrain    | a 30"     |
| 3    | Mauri Vansevenant | Quick-Step | a 48"     |

### 4ª tappa
- 28 agosto: Schiltach > Stoccarda – 188 km

Risultati
| Pos. | Corridore       | Squadra     | Tempo     |
| ---- | --------------- | ----------- | --------- |
| 1    | Pello Bilbao    | Bahrain     | 4h11'19'' |
| 2    | Ruben Guerreiro | EF          | s.t.      |
| 3    | Georg Zimmerman | Intermarché | s.t.      |

| Pos. | Corridore       | Squadra | Tempo      |
| ---- | --------------- | ------- | ---------- |
| 1    | Adam Yates      | Ineos   | 16h54'56'' |
| 2    | Pello Bilbao    | Bahrain | a 22''     |
| 3    | Ruben Guerreiro | EF      | a 44''     |

## Evoluzione delle classifiche
| Tappa              | Vincitore          | Classifica generale Maglia rossa | Classifica a punti Maglia verde | Classifica scalatori Maglia blu | Classifica giovani Maglia bianca | Classifica a squadre  |
| ------------------ | ------------------ | -------------------------------- | ------------------------------- | ------------------------------- | -------------------------------- | --------------------- |
| Prologo            | Filippo Ganna      | Filippo Ganna                    | Filippo Ganna                   | Olav Kooij                      | Mick van Dijke                   | Ineos Grenadiers      |
| 1ª                 | Caleb Ewan         | Filippo Ganna                    | Filippo Ganna                   | Jakob Geßner                    | Jonathan Milan                   | EF Education-EasyPost |
| 2ª                 | Alexander Kristoff | Alberto Bettiol                  | Alexander Kristoff              | Jakob Geßner                    | Mick van Dijke                   | EF Education-EasyPost |
| 3ª                 | Adam Yates         | Adam Yates                       | Alexander Kristoff              | Jakob Geßner                    | Mauri Vansevenant                | Movistar Team         |
| 4ª                 | Pello Bilbao       | Adam Yates                       | Pello Bilbao                    | Jakob Geßner                    | Georg Zimmermann                 | Movistar Team         |
| Classifiche finali | Classifiche finali | Adam Yates                       | Pello Bilbao                    | Jakob Geßner                    | Georg Zimmermann                 | Movistar Team         |

Maglie indossate da altri ciclisti in caso di due o più maglie vinte
- Nella 1ª tappa Bauke Mollema ha indossato la maglia verde al posto di Filippo Ganna.
- Nella 2ª tappa Caleb Ewan ha indossato la maglia verde al posto di Filippo Ganna.

## Classifiche finali

### Classifica generale - Maglia rossa
| Pos. | Corridore         | Squadra     | Tempo     |
| ---- | ----------------- | ----------- | --------- |
| 1    | Adam Yates        | Ineos       | 16h54'56" |
| 3    | Pello Bilbao      | Bahrain     | a 22"     |
| 3    | Ruben Guerreiro   | EF          | a 44"     |
| 4    | G. Zimmermann     | Intermarché | a 47"     |
| 5    | Mauri Vansevenant | Quick-Step  | a 49"     |
| 6    | James Knox        | Quick-Step  | a 58"     |
| 7    | Sylvain Moniquet  | Lotto       | s.t.      |
| 8    | Antonio Pedrero   | Movistar    | a 1'14"   |
| 9    | Iván Sosa         | Movistar    | a 1'36    |
| 10   | Davide Formolo    | UAE         | a 1'44"   |

### Classifica a punti - Maglia verde
| Pos. | Corridore          | Squadra     | Punti |
| ---- | ------------------ | ----------- | ----- |
| 1    | Pello Bilbao       | Bahrain     | 27    |
| 2    | Adam Yates         | Ineos       | 25    |
| 3    | Alexander Kristoff | Intermarché | 20    |
| 4    | Ruben Guerreiro    | EF          | 19    |
| 5    | Florian Sénéchal   | Quick-Step  | 18    |

### Classifica scalatori - Maglia blu
| Pos. | Corridore        | Squadra    | Punti |
| ---- | ---------------- | ---------- | ----- |
| 1    | Jakob Geßner     | Lotto-Kern | 18    |
| 2    | Romain Bardet    | DSM        | 12    |
| 3    | Roman Duckert    | Dauner     | 7     |
| 4    | Frederik Raßmann | Dauner     | 6     |
| 5    | Pello Bilbao     | Bahrain    | 6     |

### Classifica giovani - Maglia bianca
| Pos. | Corridore         | Squadra     | Tempo     |
| ---- | ----------------- | ----------- | --------- |
| 1    | G. Zimmermann     | Intermarché | 16h55'43" |
| 2    | Mauri Vansevenant | Quick-Step  | a 2"      |
| 3    | Sylvain Moniquet  | Lotto       | a 11"     |
| 4    | Iván Sosa         | Movistar    | a 49"     |
| 5    | Gijs Leemreize    | Jumbo       | a 2'03"   |

### Classifica a squadre
| Pos. | Squadra                  | Tempo     |
| ---- | ------------------------ | --------- |
| 1    | Movistar Team            | 50h50'49" |
| 2    | Intermarché-Wanty-Gobert | a 23"     |
| 3    | EF Education-EasyPost    | a 56"     |
| 4    | UAE Team Emirates        | a 1'26"   |
| 5    | Jumbo-Visma              | a 7'35"   |